# Lindleinsmühle
Die Lindleinsmühle ist einer der 13 Stadtbezirke und gleichzeitig ein Stadtteil von Würzburg. Der relativ junge Stadtteil im Nordosten Würzburgs entstand, ausgehend von einem Stadtratsbeschluss 1961, auf weitgehend unbebautem Gebiet am damaligen Stadtrand im direkten Anschluss an die ehemals eigenständige Gemeinde Versbach.
Der Name des Stadtteils geht auf eine der ehemals drei Mühlen an der Pleichach zurück – Straubmühle, Neumühle und Lindleinsmühle. Die nach den früher an dieser Stelle zahlreich vorhandenen Lindenbäumen benannte Lindleinsmühle wurde am 16. März 1945 bei der Bombardierung Würzburgs durch alliierte Bomber zerstört. Heute steht an dieser Stelle in der Schwabenstraße ein Hochhaus.
Die Siedlung wurde für ca. 8000 Einwohner geplant und beherbergt heute rund 4900 Bewohner. Viele junge Familien aus der Stadt schufen sich hier ein Heim und trafen auf Bevölkerungsgruppen aus anderen Stadtteilen, deren Bevölkerungsdichte verringert werden sollte. Einen wesentlichen Teil der Bewohner bilden die in drei Wellen nach Deutschland gekommenen Volksgruppen aus den Ostgebieten. Zunächst waren dies viele Vertriebene aus den deutschen Ostgebieten, danach Spätaussiedler und schließlich Russlanddeutsche.
Seit 2016 ist die Lindleinsmühle Mitglied im Bund-Länder-Förderprogramm „Soziale Stadt“, bei dem die Bürgerbeteiligung gefördert werden soll, zugunsten einer Weiterentwicklung des Stadtteils.
Eine besondere Belastung ergibt sich für den Stadtteil durch das Zusammentreffen mehrerer Bundes- und Staatsstraßen am so genannten „Greinbergknoten“, der regelmäßig von Stau betroffen ist, u. a. durch aktuelle Baumaßnahmen.
Zur Verbesserung der Verkehrserschließung wird seit mehreren Jahren über eine Straßenbahnanbindung zur Innenstadt diskutiert.

## Schulen
- Gustav-Walle-Schule, Grund- und Haupt- (ab 2010) Mittelschule, benannt nach dem im Oktober 1933 vom nationalsozialistischen Stadtrat nach dem Gesetz zur Wiederherstellung des Berufsbeamtentums in den Ruhestand geschickten Stadtschulrat[6] Gustav Walle
- Wolffskeel-Realschule mit sechs Jahrgangsstufen.

## Sport-/Vereinsleben
In der Lindleinsmühle ist im Vereinsleben insbesondere der Sportclub Versbach e. V. zu nennen, 1978 gegründet und aus der UJL (Unabhängige Jugend Lindleinsmühle) hervorgegangen.

## Trivia
2019 ist der durch die Lindleinsmühle fließende Bach Pleichach in die Schlagzeilen gekommen, weil er im Sommer auszutrocknen drohte.